# Sistema financiero mexicano

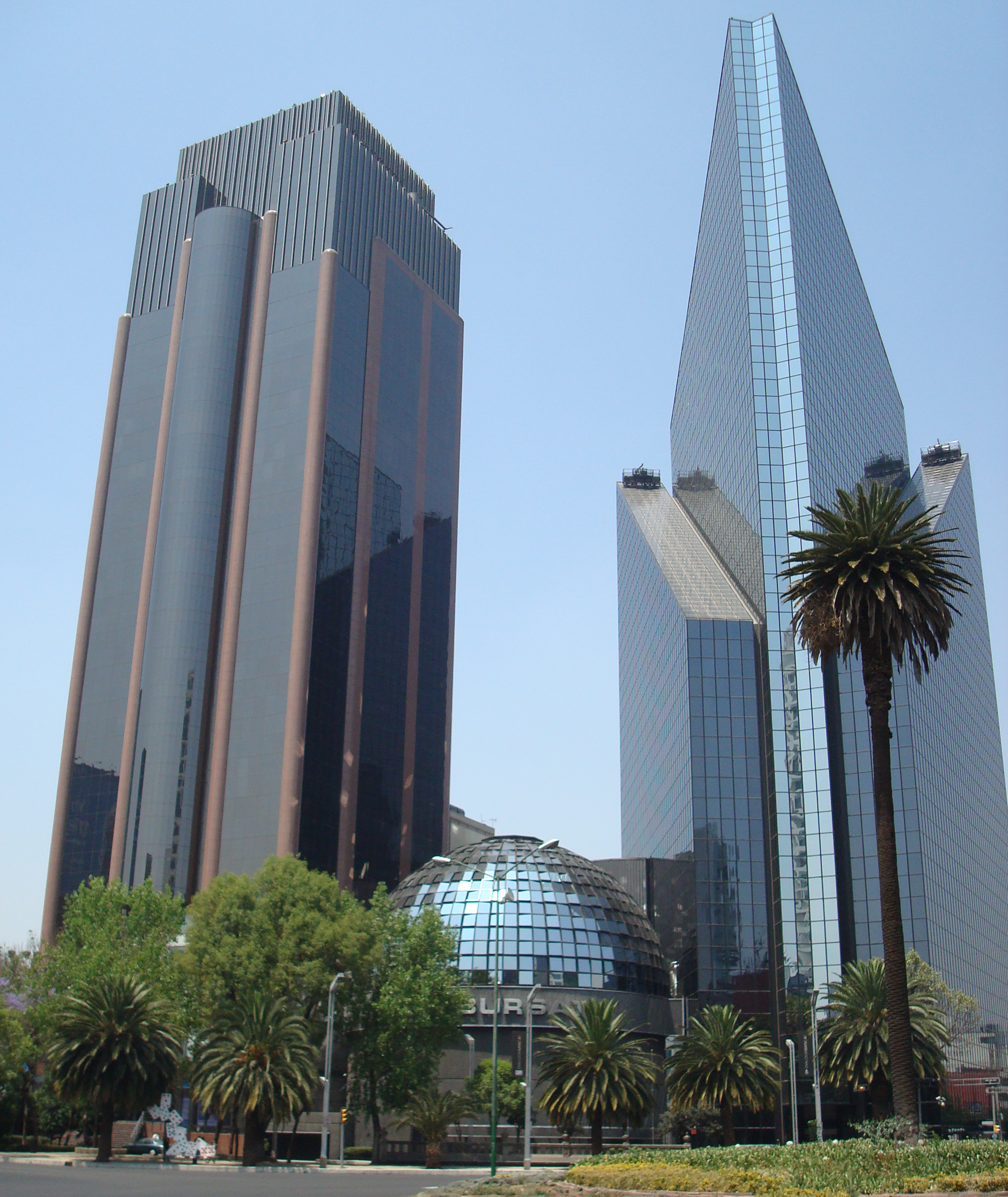
Bolsa Mexicana de Valores

El sistema financiero mexicano se refiere a un mercado financiero organizado y se define como el conjunto de instituciones que generan, recogen, administran y dirigen tanto el ahorro como la inversión, dentro de una unidad política-económica, y cuyo establecimiento se rige por la legislación que regula las transacciones de activos financieros y por los mecanismos e instrumentos que permiten la transferencia de esos activos entre ahorrantes, inversionistas o los usuarios del crédito, en otras palabras, es un grupo de instituciones que se encargan de proporcionar financiamiento profesional a las personas físicas y morales y a las actividades económicas del país, ya que agrupa a diversas instituciones u organismos interrelacionados que se caracterizan por realizar una o varias de las actividades tendientes a la capacitación, administración, regulación, orientación y canalización de los recursos económicos de origen nacional e internacional
El sistema financiero en general comprende la oferta y la demanda de dinero y de valores de toda clase, en moneda nacional y extranjera.

## Historia

### Época Prehispánica
La evolución del sistema financiero mexicano, esta estrechamente ligada con la historia de la banca y el crédito. 

En la época prehispánica el pago en especie predominaba entre los mercaderes y artesanos, y el pago en trabajo agrícola era esencial para la economía. Entre los aztecas no se permitía la concentración de la riqueza, sino que se distribuía a través de ceremonias y fiestas. Los comerciantes realizaban transacciones con otros pueblos por mandato del rey. 

### Época Colonial
Durante la época colonial, predominó el saqueo, la encomienda, el reparto del botín, la exportación de oro a la península ibérica, así como también, la constitución y fortalecimiento del clero católico, el cual se llegó a convertir en el principal prestamista. Fue en ese periodo en que surgieron las primeras leyes para regular el sistema financiero de la Nueva España, entre los que figura la Real Cédula sobre Enajenación de Bienes Raíces y Cobro de Capitales, en el que se ordenaba la expulsión de los jesuitas, se nombraron administradores públicos. En 1785 la Contaduría Pública comenzó a utilizar partida doble, incrementando la captación de impuestos para el Reino España. Este tipo de reformas borbónicas, buscaron el control de la Nueva España a favor de la Corona.

Cabe señalar que durante ese periodo nacieron las primeras instituciones de crédito prendario, como lo fue Monte de Piedad de Animas (antecesor del Nacional Monte de Piedad), fundada en 1775 por Pedro Romero de Terreros a través de la Real Cédula del 2 de junio de 1774. Posteriormente en 1782, mediante Real cédula del 2 de junio de 1782, se fundó el Banco Nacional de San Carlos, el cual tenía como objetivo fomentar el comercio en España, pero tuvo una duración efímera. Finalmente en 1784, a consecuencia de la actividad minera, nació el Tribunal de Minería, así como el Banco de Avío de Minas, el cual fue el primer banco refaccionario en América. Dos años después de que empezó a operar, suspendió sus actividades, pues de 1.25 millones de pesos prestados a 21 empresas, solo había recuperado 500 mil. Volvió a operar después, pero a beneficio de la Corona, que le hizo préstamos por 2.5 millones de pesos para buscar el desarrollo de la Nueva España.

### México IndependienteSigloXIX
De la época colonial, México había heredado la Casa de Moneda, así como el Nacional Monte de Piedad. Posteriormente en 1830, por iniciativa de Lucas Alamán, se estableció el Banco de Avío, mediante Ley del Congreso de 1830. Dicho banco tenía como objeto promover la industria. Posteriormente el 17 de enero de 1837, se creó el Banco de Amortización de la Moneda de Cobre, con la finalidad de retirar la circulación de las monedas de metal, el cual se prestaba a falsificaciones, para sustituirla por monedas de oro y plata. Ambos bancos cesaron en 1841 y 1842.
Para el año de 1849 se constituiría la Caja de Ahorros de Nacional Monte de Piedad y la redacción del primer Código de Comercio en 1854. Durante el imperio de Maximiliano de Habsburgo, se creó la primera institución de banca comercial en México, el Banco de Londres, México y Sudamérica. Dichas institución recibía depósitos, otorgaba créditos, emitía billetes y proporcionaba servicios a los negociantes que se dedicaban al comercio exterior.
Entre 1870 y 1879 varios países, entre ellos Estados Unidos, desmonetizaron la plata y afectaron a México. Las monedas de oro desaparecieron de circulación, aun cuando México utilizaba como patrón, el oro y la plata, pero en los hechos solo utilizaba el metal.
En 1875, Francisco McManus fundó en Chihuahua el Banco de Santa Eulalia, que estaba autorizado para emitir billetes. En marzo de 1878 se creó el Banco Mexicano, también emisor de billetes. Para agosto de 1881, el gobierno federal y Eduardo Noetzlin, representante del Banco Franco-Egipcio, celebraron un contrato del que nació el Banco Nacional Mexicano el cual tuvo un gran apoyo gubernamental, e inició sus operaciones el 23 de febrero de 1882, convirtiéndose en una especie de cajero del gobierno, además de manejar cuentas de la Tesorería.
Nacerían otros bancos:
El Banco Mercantil Agrícola e Hipotecario, iniciando operaciones el 27 de marzo de 1882 por Eduardo L'Enfer, autorizado también para emitir billetes. También nacerían en ese año, el Banco Mercantil Mexicano y el Banco Hipotecario Mexicano. Después, el 12 de junio de 1883 nacería el Banco de Empleados, autorizado también para emitir billetes. Sin embargo, para 1884 estallaría una crisis económica en el cual, los bancos creados, suspendieron pagos, lo que derivó en la necesidad de centralizar la facultad de emitir billetes y en crear un banco central, así como tener una legislación mercantil. En consecuencia, para 1884 se promulgaría el Código de Comercio y se fusionarían dos bancos, el Banco Nacional de México (Banamex), con el Banco Mercantil, Agrícola e Hipotecario, fungiendo este nuevo banco, como un Banco Central.
Para 1897, imperaba una gran cantidad de bancos, en razón a que no existía una reglamentación específica sobre la misma. Fue por ello, que el 19 de marzo de 1897, se expediría la Ley General de Instituciones de Crédito, a través del cual se le impusieron limitaciones a los bancos en cuanto a reservas, emisión de billetes y apertura de sucursales; además, se clasificaron los bancos en tres tipos: 1) Los de emisión (comerciales), 2. Hipotecarios (créditos a largo plazo) y 3. Refaccionarios (créditos a mediano plazo para agricultura, ganadería e industria manufacturera; de igual forma se crearon, los Almacenes Generales de Depósito.

## Función
En un país la función del sistema financiero es la creación, intercambio, transferencia y liquidación de activos y pasivos financieros. No es más que una rama económica adicional, que en vez de producir bienes, produce servicios demandados por la población. Otros definen el sistema financiero, como el receptor de las dos grandes fuerzas económicas de la economía: la demanda y la oferta de dinero. El sistema financiero está organizado para recibir dinero de quienes lo tienen en exceso, para negociarlo y transferirlo a quienes carecen de él.
Así tenemos que es un mecanismo que equilibra los recursos monetarios. Es el gran mercado donde se compra y se vende dinero. Como cualquier mercado donde se intercambian productos y se establecen los precios, el sistema financiero se intercambia dinero y se determina su precio. 

Entre los objetivos del sistema financiero, encontramos tres:
- Capta los excedentes de efectivo y transfiere los ahorros a los demandantes de dinero.
- Corrige las descompensaciones en el gran flujo económico.
- Propicia el desarrollo y crecimiento de la economía.[4]

## Fundamento Constitucional
Se encuentra en el artículo 28 de la Constitución Política de los Estados Unidos Mexicanos en su párrafo sexto, el cual dispone: El Estado tendrá un Banco central que será autónomo en el ejercicio de sus funciones y en su administración. Su objetivo prioritario será procurar la estabilidad del poder adquisitivo de la moneda nacional, fortaleciendo con ello la rectoría del desarrollo nacional que corresponde al Estado. Ninguna autoridad podrá ordenar al Banco conceder financiamiento.

Por otra parte el séptimo párrafo establece: No constituye monopolios las funciones que el Estado ejerza de manera exclusiva a través del banco central en las áreas estratégicas de acuñación de monedas, el banco central en los términos que establezca las leyes y con intervención que corresponda a las autoridades competentes, regularan los cambios así como la intermediación y los servicios financieros, contento con las atribuciones de autoridad necesaria para llevar a cabo dicha regulación y proveer a su observancia.

## Marco jurídico
La legislación que ordena el sistema financiero es la siguiente:
1. Constitución Política de los Estados Unidos Mexicanos.
2. Ley Monetaria
3. Ley Orgánica Nacional Financiera
4. Ley Orgánica del Banco del Ahorro Nacional y Servicios Financieros
5. Ley de Fondos de Inversión
6. Ley de la Sociedad Hipotecaria Federal
7. Ley de Instituciones de Crédito
8. Ley de Protección al Ahorro Bancario
9. Ley de los Sistemas de Ahorro Para el Retiro
10. Ley de Transparencia y Fomento a la Competencia de Crédito Garantizado
11. Ley de Uniones de Crédito
12. Ley General de Organizaciones y Actividades Auxiliares del Crédito
13. Ley Para Regular las Agrupaciones Financieras
14. Ley Para Regular Las Sociedades de Información Crediticia
15. Ley del Banco de México
16. Ley General de Títulos y Operaciones de Crédito
17. Ley Para la Transparencia y Ordenamiento de los Servicios Financieros

## Estructura y organización
Por su regulación el Sistema Financiero Mexicano se divide en cuatro segmentos:
1. Bancario y de Valores
2. Seguros y Fianzas
3. Ahorro para el Retiro
4. Defensa de los Usuarios de los Servicios Financieros

### Estructura del sistema financiero
El sistema financiero mexicano se encuentra organizado en tres categorías básicas
El sistema financiero está constituido por las instituciones, los activos financieros y el mercado financiero.

### Entidades reguladoras
Estas se encargan de vigilar y regular el trabajo de los intermediarios financieros. Las entidades reguladoras en México son:
1. Banco de México.
2. Secretaria de Hacienda y Crédito Público.
3. Comisión Nacional Bancaria y de Valores.
4. Comisión Nacional de Seguros y Fianzas.
5. Comisión Nacional de Sistemas Para el Ahorro Para el Retiro.
6. Comisión Nacional de Defensa de los Usuarios de Servicios Financiero

#### Banco de México
El Banco de México es el banco central de la República Mexicana y es una entidad independiente (autónoma) del Gobierno Federal. Su finalidad es proveer a la economía del país de moneda nacional y su objetivo prioritario es procurar la estabilidad de precios, es decir, mantener la inflación baja, para así preservar el poder adquisitivo de la moneda nacional. Adicionalmente le corresponde promover el sano desarrollo del sistema financiero y el buen funcionamiento de los sistemas de pago.
En materia financiera, el Banco de México puede emitir regulación para fomentar el sano desarrollo del sistema financiero. Una buena parte de las normas emitidas por el banco central tiene como propósito regular las operaciones de crédito, de depósito y los servicios que ofrecen los bancos y las casas de bolsa. Recientemente, el Congreso de la Unión le otorgó facultades al Banco de México para que emita regulación sobre comisiones y tasas de interés, así como cualquier otro concepto de cobro por las operaciones o servicios que las entidades financieras lleven a cabo con los clientes.

#### Secretaría de Hacienda y Crédito Público
La Secretaría de Hacienda y Crédito Público es una entidad que forma parte del gobierno federal. Regula todo lo relativo a los ingresos del gobierno. El más importante de estos ingresos son los impuestos que las personas y las empresas tienen que pagarle al gobierno para que éste cuente con los recursos suficientes para cumplir con sus funciones. Cada año, el Congreso de la Unión aprueba la Ley de Ingresos, la cual establece todos los ingresos que esta secretaría podrá recabar en el año, a través de impuestos, contribuciones, derechos, aprovechamientos y productos. Otra función importante de la Secretaría de Hacienda es establecer el nivel de endeudamiento del gobierno federal, es decir, establecer el límite de deuda que el gobierno puede asumir. También tiene como responsabilidad establecer los gastos (egresos) que el gobierno va a realizar en un determinado periodo. Antes de poder realizar dichos gastos, la secretaría le envía a la Cámara de Diputados del Congreso de la Unión un documento que se conoce como Presupuesto de Egresos, para que la Cámara apruebe los gastos que el gobierno federal espera realizar en un determinado año calendario. En materia financiera y bancaria, la Secretaría de Hacienda es la encargada de planear, coordinar, evaluar y vigilar el sistema bancario del país. Entre sus facultades, está emitir normas para regular a las oficinas de representación y las filiales de entidades financieras del exterior, y expedir los reglamentos orgánicos de los bancos de desarrollo.

#### Comisión Nacional Bancaria y de Valores
La Comisión Nacional Bancaria y de Valores es un organismo que forma parte del Gobierno Federal y que tiene como funciones vigilar (supervisar) y regular a las entidades que forman parte del sistema financiero mexicano para lograr su estabilidad, buen funcionamiento y sano desarrollo. Asimismo, es la autoridad encargada de autorizar a los intermediarios que deseen ingresar al mercado financiero. Las entidades que regula la CNBV y que forman parte del sistema financiero son los bancos (instituciones de crédito), las casas de bolsa, las sociedades de inversión, las sociedades financieras de objeto limitado (sofoles), las sociedades financieras de objeto múltiple (sofomes), las arrendadoras financieras, las empresas de factoraje financiero, las sociedades financieras populares (sofipos) y las sociedades cooperativas de ahorro y préstamo. La CNBV tiene la facultad de emitir regulación prudencial cuyo propósito es limitar los incentivos a tomar riesgos. Es decir, esta regulación prudencial busca limitar la toma excesiva de riesgos por parte de los intermediarios para evitar que realicen operaciones que puedan provocar su falta de liquidez o solvencia.

#### Comisión Nacional de Seguros y Fianzas
La Comisión Nacional de Seguros y Fianzas es un organismo del Gobierno Federal cuya función es vigilar (supervisar) que las empresas de seguros y fianzas cumplan con el marco normativo que las regula, para que estas empresas mantengan su solvencia y estabilidad. Como objetivo adicional le corresponde promover el sano desarrollo de este sector en beneficio del público usuario.

#### Comisión Nacional de Sistemas de Ahorro para el Retiro
La labor de la Comisión Nacional del Sistema de Ahorro para el Retiro es regular al Sistema de Ahorro para el Retiro (SAR). El SAR engloba todas las aportaciones que hacen los trabajadores y las empresas, durante la vida laboral de los trabajadores, a una cuenta de ahorro cuyo dueño (titular) es cada uno de los trabajadores (cuentas individuales). Dichas cuentas individuales sirven para que los trabajadores, una vez que alcancen su edad de retiro (como jubilados o pensionados), tengan los recursos suficientes para poder cubrir sus gastos y como previsión social. La Consar establece las reglas para que el SAR funcione adecuadamente.
La Consar también regula a las empresas administradoras de fondos para el retiro (afores), que son las empresas que administran estas cuentas individuales de los trabajadores, ya que la Consar también vigila que se resguarden de manera adecuada los recursos de los trabajadores.

#### Comisión de Defensa de los Usuarios de Servicios Financieros
La Comisión Nacional para la Protección y Defensa de los Usuarios de Servicios Financieros es la entidad encargada de informar, orientar y promover la educación financiera entre la población, así como atender y resolver las quejas y reclamaciones de los clientes en contra de cualquier banco.

### Intermediarios Financieros
Los intermediarios financieros son las instituciones que obtienen su capital a través de un prestamista y los pone a disposición de los prestatarios. Ejemplo de su actividad es la actividad de la Banca Comercial, que utiliza el dinero de sus clientes en cuentas de ahorro para después prestarlo a terceros (ya sea individuos, empresas o el mismo gobierno) y así obtener ganancias a través de intereses.

### Organismos de apoyo
Son aquellas empresas que no están autorizadas a recibir y utilizar grandes cantidades de efectivo del público ni recibir depósitos en cuenta de cheques, es decir sólo complementan los servicios bancarios.